# 24494 Megmoulding
24494 Megmoulding (tên chỉ định: 2000 YH132) là một tiểu hành tinh vành đai chính. Nó được phát hiện bởi dự án Nghiên cứu tiểu hành tinh gần Trái Đất Lincoln ở Socorro, New Mexico, ngày 30 tháng 12 năm 2000. Nó được đặt theo tên Megan Moulding, an American high school student whose environmental sciences project won second place ở the 2008 Giải thưởng Khoa học và Kỹ thuật Intel.